# Пресс Герман Густавович
Герман Густавович Пресс (18 грудня 1908, селище Гоенгольм (острів Хіума) Естляндської губернії, тепер селище Кирґессааре волості Гіюмаа, Естонія — 14 січня 1996, місто Таллінн, Естонія) — радянський естонський діяч, робітник Таллінського машинобудівного заводу № 9. Депутат Верховної Ради СРСР 2-го скликання.

## Життєпис
Народився в родині безземельного ремісника, батько загинув у 1915 році на фронтах Першої світової війни. З дитинства, після смерті батька, змушений був працювати пастухом і наймитувати, відвідуючи школу тільки взимку.
У 1920 році разом із матір'ю переїхав до Таллінна. Працював вантажником на міській електростанції, сезонним робітником-будівельником, надалі часто був безробітним. З 1927 по 1929 рік працював на ковбасній фабриці Таллінна.
У 1930—1931 роках служив у естонській національній армії. Потім знову був сезонним робітником у Таллінні.
З 1934 року — маляр, потім ливарник і формувальник ливарного цеху Талліннського Арсеналу.
Після окупації Естонії радянськими військами влітку 1940 року вибраний першим уповноваженим профспілкової організації Арсеналу, а потім головою профспілкового комітету ливарного цеху.
На початку німецько-радянської війни в серпні 1941 року вступив до радянського робітничого полку, але через перелом ребра потрапив до лікарні і залишився в Таллінні під німецькою окупацією.
З 1944 року — модельник, формувальник, ливарник Таллінського машинобудівного заводу № 9. Брав участь у стахановському русі, раціоналізатор виробництва. Обирався головою комісії громадського контролю, головою заводської організації Червоного Хреста.
Член ВКП(б) з 1948 року.
Подальша доля невідома. Помер 14 січня 1996 року.

## Нагороди
- орден «Знак Пошани»
- медалі